# Bembidion iridescens
Bembidion iridescens är en skalbaggsart som beskrevs av Leconte 1851. Bembidion iridescens ingår i släktet Bembidion och familjen jordlöpare. Inga underarter finns listade i Catalogue of Life.

## Bildgalleri

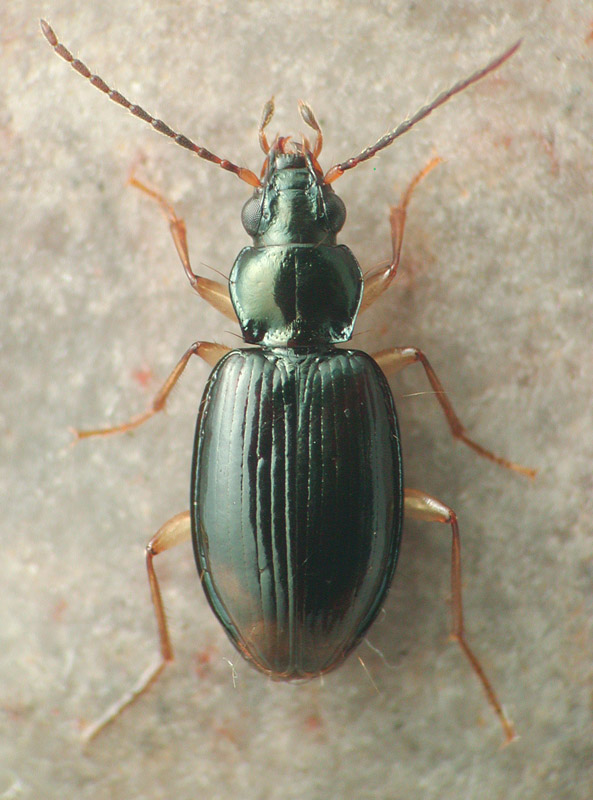